# Бунарџик
Бунарџик (мкд. Бунарџик) је насеље у Северној Македонији, у северном делу државе. Бунарџик припада општини Илинден, која окупља источна предграђа Града Скопља.

## Географија
Бунарџик је смештен у северном делу Северне Македоније. Од најближег већег града, Скопља, насеље је удаљено 18 km источно. Ауто-пут Скопље - Куманово пролази километар јужно од насеља.
Насеље Бунарџик је у оквиру историјске области Скопско поље, у његовом североисточном делу. Пар километара јужније протиче Вардар. Источно од насеља издиже се брежуљкаст крај Которци. Надморска висина насеља је приближно 300 метара.
Месна клима је измењена континентална са мањим утицајем Егејског мора (жарка лета).

## Историја
Крајем 19. века Бунарџик је било словенско, православно село у Скопској области, у Отоманском царству. Према подацима Васила Кнчова из 1900. године у селу је живело 75 словена хришћанске вероисповести.
У октобру 1910. године село је оштећено због деловања Бугарске егзархије.
Почетком 20. века цело село је било под влашћу Бугарске егзархије. Према секретару егзархије Димитру Мишеву 1905. године у селу је живело 80 словена.
После Другог балканског рата 1913. године село је било близу границе са Србијом.
Немачки научник Леонард Шулце Јена је на етничкој карти израђеној 1927. године представио Бзнарџик као село са нејасним етничким саставом.

## Становништво
Бунарџик је према последњем попису из 2002. године имао 352 становника, а етнички састав је био следећи:
| Националност | Укупно       |
| Македонци    | 349 (99, 1%) |
| Срби         | 2 (о,6%)     |
| остали       | 1 (0,3%)     |

Већинска вероисповест је православље.

## Привреда
Село је традиционално ослоњено на пољопривреду, али последњих деценија све више добија одлике предграђа оближњег Скопља. Последњих година ту је уређена слободна радна зона „Бунарџик“.